# Exsikkator (Straßenbau)
Ein Exsikkator ist ein Gerät aus dem Straßenbau und dient zur Durchführung des Quellversuchs an Asphalt nach DIN 1996 (Teil 9). 

## Merkmale
Der im Straßenbau verwendete Exsikkator ist ein 16 cm hohes Glasgefäß mit 19 cm Innendurchmesser, welches unten geschlossen ist. Oben befindet sich ein Flanschring. In dem Rohr ist auf drei Füßen eine Lochplatte für die zu untersuchende Probe. Zu dem Exsikkator gehören je noch ein Deckel und drei Aufsätze aus Acrylglas, an denen sich mittig je eine spitze Messnadel befindet. Die Messnadeln sind dabei unterschiedlich lang. Im Boden befindet sich ein Anschluss für den Zu- und Abfluss von Wasser. Von dem Rohr führt ein Schlauch über drei zu einem Vorratsbehälter und zu einer Bürette. Zur Versuchsdurchführung werden Asphaltprobekörper in das Glasgefäß gegeben und anschließend Wasser eingefüllt. Über eine Pumpe wird die übrige Luft aus dem Gefäß entfernt und so ein Vakuum erzeugt. Gemessen wird eine relative Volumenvergrößerung am Asphalt bei Lagerung unter Wasser (so genannte Quellung).